# Inside (película de 2023)
Inside es una película de suspenso psicológico británica de 2023 escrita por Ben Hopkins y dirigida por Vasilis Katsoupis en su debut como director. Está protagonizada por Willem Dafoe, Gene Bervoets y Eliza Stuyck.

## Sinopsis
Nemo (Willem Dafoe), un ladrón de arte muy capacitado, queda atrapado en un lujoso apartamento dotado de las últimas tecnologías en Times Square, Nueva York, después de un intento fallido de atraco.

## Reparto
- Willem Dafoe como Nemo[3]
- Gene Bervoets como propietario[4]
- Eliza Stuyck como Jasmine[4]
- Andrew Blumenthal como Número 3
- Vincent Eaton como Número 2
- Daniel White como Ashley

## Producción
La fotografía principal finalizó el 1 de junio de 2021.

## Estreno
La película tuvo su estreno mundial en el Festival Internacional de Cine de Berlín de 2023 el 20 de febrero de 2023. Fue estrenada en los Estados Unidos por Focus Features el 17 de marzo de 2023.